# Tiberius Sempronius Gracchus (Kr. e. 177)
Tiberius Sempronius Gracchus (Kr. e. 210 k. – Kr. e. 154 után) római politikus és hadvezér, az előkelő plebeius Sempronia gens tagja, a néptribunusokként ismert Tiberius és Caius Gracchus apja volt.

## Karrierjének kezdetei
Apját Publiusnak hívták, és valószínűleg elesett a második pun háborúban, de egyebet nem tudunk róla. Kr. e. 190-ben elkísérte Lucius Cornelius Scipiót III. Antiokhosz Megasz elleni hadjáratára, és kitűnt kortársai közül bátorságával. Scipio őt küldte Amphisszából Pellába, a makedóniai V. Philipposz udvarába, hogy elérje nála a rómaiak szabad átvonulásának engedélyezését; Philipposz pedig nagy tisztelettel fogadta. Kr. e. 187-ben már Rómában volt, ahol néptribunusszá választották, amilyen minőségben megvédte Publius Cornelius Scipio Africanust kollégái támadásaitól. Ezzel kiérdemelte az arisztokratikus párt háláját, és rövidesen feleségül vehette Scipio lányát, Corneliát. Később korábbi parancsnokát, Lucius Scipiót is védelmébe vette, amikor a III. Antikohosztól kapott pénzek kapcsán vádolták meg korrupcióval. A triumphusra igényt tartó Marcus Fulvius Nobiliort is támogatta tribunustársai ellenében. Kr. e. 183-ban a Saturnia colonia betelepítéséért felelős triumvirek egyike lett, és feltehetően a következő évben aedilis curulisi hivatalt viselt.

## Hispaniai sikerek
Kr. e. 181-ben praetor lett, és Quintus Fulvius Flaccust Hispania Citerior élén. Miután serege felkészült, elindult az Ibériai-félszigetre, ahol gyorsan elfoglalta Mundát, ahova helyőrséget telepített, majd dúlva-pusztítva számos más erősséget elragadott a keltibérektől. Közeledtére az erős Certima lakói is kapituláltak. Negyven előkelőségüket túszul kellett adniuk Gracchusnak, aki nagy összeget is beszedett tőlük. Innen az Alce mellett táborozó keltibérek ellen vonult, ahol kisebb összecsapások után végül egy táborán belül színlelt összecsapással sikerült előcsalogatnia az ellenfelet a táborából, amit így gyorsan elfoglalhatott. Ez alkalommal állítólag 9000 keltibért sikerült lekaszabolnia a rómaiaknak. Gracchus ezután folytatta pusztító hadjáratát, ami nagy sikerének hírével együtt számos (Titus Livius szerint 103) várost megadásra késztetett. A hatalmas zsákmányt szerző hadvezér végül visszatért Alce alá, amit ostromolni kezdett, és végül szintén elfoglalt. Ergavica jelentős városa harc nélkül adta meg magát Gracchusnak. Úgy tűnik azonban, hogy a hadvezér sikerei nem voltak tartósak: ahogy eltávozott a római sereg, a keltibérek fellázadtak az új uralom ellen, és le kellett őket verni. Ezen nem segített Gracchus legendás lovagiassága és alapvető jóindulata sem, noha több hispánt meg tudott nyerni társául.
Kr. e. 180-ban és Kr. e. 179-ben propraetorként a tartományában maradhatott, és újabb sikereket aratott: felmentette a keltibérek által ostromlott Carabist, majd Complegánál megsemmisített egy másik sereget, ami őt próbálta csapdába csalni. Ezután békés eszközökkel folytathatta a kormányzást, ami elődei kegyetlenségével ellentétben szép eredményeket ért el, és nagy tekintélyt szerzett neki a tartományi lakosság körében. Szabályozta a helyiek és a római adminisztráció viszonyát, a szegényeknek pedig földet és lakhelyet osztott, és nem törekedett a tartomány teljes kizsigerelésére. Érdemeire emlékezve a hispánok majd fél évszázad múltán fiának fejezték ki hálájukat. Hispaniai tevékenységére emlékeztetendő Illurcis városát Gracchurisra nevezte át.

## Életpályájának csúcsa
Kr. e. 178-ban tért haza, és pompás triumphust tartott a keltibérek felett aratott diadaláért; év végén pedig Caius Claudius Pulcher kollégájaként consullá választották a következő évre. Kr. e. 177-es hivatali évében a szardíniai lakosság lázadásával volt elfoglalva, és nagy győzelmet aratott felettük. Kr. e. 176-ban a telelést követően további sikeres hadműveletekkel végleg megadásra kényszerítette a szárdokat, akik túszokat adtak neki. Ekkor üzent a senatusnak, kérelmezve, hogy engedélyezzék serege hazatérését és egy újabb diadalmenet számára, ám egyelőre csak supplicatiót szavaztak meg neki, és Kr. e. 175-ben is a tartományban kellett maradnia. Ez év végén tért csak vissza, és újabb triumphust tarthatott győzelméért. Állítólag olyan sok foglyot hozott magával, hogy rendkívül kis összegekért lehetett rabszolgákként megvásárolni őket. Szardíniai hadjáratát egy táblán is megörökítették, amit Mater Matuta Forum Boariumon levő templomában helyeztek el.
Kr. e. 169-ben volt consultársával együtt lett censor. Rendkívüli szigorral jártak el, és olyan sok embert zártak ki a senatusból és a lovagrendből, hogy a néptribunusok vádat emeltek ellenük, ám végül felmentették mindkettejüket. A közmunkákra kiutalt pénzösszegből megvásárolta rég elhunyt apósa házát, és a helyére felépíttette a Basilica Sempronia nevű csarnokot. Pulcherrel több vita után végül úgy egyezett meg a libertinusok (felszabadított rabszolgák) tribusokba sorolásáról, hogy csak a négy városi tribusba oszthatták be őket, a vidékiekbe nem (Cicero nagyra értékelte ezt a döntést, mivel megakadályozta, hogy manipulatív célú felszabadításokkal a teljes népgyűlést befolyásolni lehessen).

## Utolsó évei
Kr. e. 164-ben Kis-Ázsiába ment követségbe, hogy megvizsgálja a római szövetséges államok (Rhodosz, Pergamon, Bithünia) helyzetét; egy rhodosziakhoz intézett, görög nyelvű szónoklatát még Cicero is ismerte. Polübiosz szerint számos más alkalommal is közvetített Róma és idegen hatalmak között, és több más követjárásban is részt vett. Kr. e. 163-ban ismét consulságot viselt, ezúttal Marcus Iuventius Thalna kollégájaként. Halálának pontos időpontja nem ismert, de mivel kisebbik fiáról tudjuk, hogy Kr. e. 154-ben született, nem sokkal korábban hunyhatott el.

## Családja, emlékezete
Tiberiusnak a források szerint tizenkét gyermeke született Cornelia nevű feleségétől, de közülük, úgy tűnik, csak hárman érték meg a felnőttkort: a Kr. e. 163-ban született Tiberius, a Kr. e. 154-ben világra jött Caius, illetve Sempronia, akit az ifjabb Scipióhoz adtak feleségül. Állítólag magánemberként is csupa pozitív tulajdonsággal rendelkezett. Az utókor, különösen Cicero, rendkívül nagyra tartotta Gracchust.